# Markel Irizar
Markel Irizar Aranburu (Oñati, 5 febbraio 1980) è un ex ciclista su strada spagnolo di origine basca, professionista dal 2004 al 2019.

## Carriera
Autore di buoni risultati tra i dilettanti e campione dei Paesi Baschi a cronometro nella categoria Under-23 nel 2002, nello stesso anno comunica di essere stato colpito da un cancro ai testicoli Seguendo l'esempio di Lance Armstrong, anch'egli toccato dalla malattia in questione e rientrato nel mondo del ciclismo, riesce a sconfiggere il cancro; ritornato alle competizioni, per la stagione 2004 ottiene il passaggio tra i professionisti con il team basco Euskaltel-Euskadi.
Nelle stagioni seguenti consegue un paio di successi, un criterium e la classifica scalatori del Tour Down Under 2009. Nel settembre 2009] firma un contratto biennale con il Team RadioShack, la nuova squadra guidata da Johan Bruyneel dove, tra gli altri, incontra Lance Armstrong. Nell'agosto 2010 ottiene la sua prima vittoria da professionista, la quarta tappa del Tour du Poitou-Charentes, una cronometro individuale di 22 km (concluderà quinto nella generale) mentre nel finale di stagione è quinto nella Chrono des Nations.
Nel febbraio 2011 ottiene la vittoria nella classifica finale della Vuelta a Andalucía; coglie poi, in agosto, un terzo posto di tappa alla Vuelta a España. Per l'anno seguente si trasferisce, insieme a buona parte del disciolto Team RadioShack, tra le file della squadra lussemburghese RadioShack-Nissan: in tale stagione non ottiene successi, ma si classifica secondo nella prima frazione della Vuelta a Andalucía.

## Palmarès
- 2010

4ª tappa Tour du Poitou-Charentes (Latillé > Vouillé, cronometro)
- 2011

Classifica generale Vuelta a Andalucía

### Altri successi
- 2005

Criterium Dunas de Corralejo
- 2009

Classifica scalatori Tour Down Under

## Piazzamenti

### Grandi Giri
- Giro d'Italia

2006: 90º
2007: 68º
2008: 74º
2018: 134º
2019: 136º
- Tour de France

2011: 84º
2013: 103º
2014: 63º
2015: 93º
2016: 120º
2017: 135º
- Vuelta a España

2005: ritirato (10ª tappa)
2006: 94º
2009: 114º
2011: 96º
2012: 93º
2013: 86º
2015: 89º
2016: ritirato (10ª tappa)
2017: 119º
2018: 130º

### Classiche monumento
- Milano-Sanremo

2010: 56º
2012: 116º
2019: 146º
- Giro delle Fiandre

2004: ritirato
2006: 84º
2007: 40º
2008: 87º
2009: 65º
2010: ritirato
2012: ritirato
2013: 94º
2014: 79º
2015: 100º
2016: 80º
- Parigi-Roubaix

2006: 91º
2007: 79º
2008: 71º
2009: 83º
2010: 51º
2012: fuori tempo
2013: ritirato
2014: 94º
2015: 74º
2016: 98º
- Liegi-Bastogne-Liegi

2005: ritirato
2011: ritirato
- Giro di Lombardia

2008: 47º
2009: ritirato
2010: ritirato

### Competizioni mondiali
- Campionati del mondo

Ponferrada 2014 - Cronometro Elite: 34º
Bergen 2017 - Cronosquadre: 12º